# Кінотавр 2012
23 Кінотавр, що проходив з 3 по 10 червня.

## Журі

### Журі основного конкурсу
- Володимир Хотиненко — Голова журі, режисер, народний артист.
- Бакур Бакурадзе — режисер;
- Віра Глаголєва — режисер, актриса;
- Олександр Котт — режисер;
- Ганна Мелікян — режисер, продюсер;
- Олексій Федорченко — режисер;
- Микола Хомерики — режисер.

### Журі конкурсу «кінотавр. Короткий метр»
Сергій Лазарук — Голова журі, перший Заступник Голови Спілки кінематографістів росії Завідувач кафедри кінознавства ВДІКу;
Євген Гінділіс — продюсер;
Олена Глікман — продюсер;
Юлія Мішкінене — продюсер.

## Основний конкурс
"Аварийное состояние" — режисер Всеволод бенигсен;
"Белый мавр или три истории о моих соседях" — режисер Дмитрий Фикс;
"День учителя" — режисер Сергей Мокрицкий, дебют;
"Дочь" — режисер Александр касаткин, Наталья Назарова;
"Жить" — режисер Василий Сигарев, дебют;
"За маркса..." — режисер Светлана Баскова;
"Искупление" — режисер Александр Прошкин;
"Кококо" — режисер Авдотья Смирнова;
"Конвой" — режисер Алексей Мизгирев, фільм відкриття;
"Пока ночь не разлучит" — режисер Борис Хлебников;
"Пустой дом" — режисер Нурбек Еген; 
"Рассказы" — режисер Михаил Сегал;
"Со мною вот что происходит" — режисер Виктор Щамиров;
"Я буду рядом" — режисер Павел Руминов;
"Я тебя не люблю" — режисер Павел костомаров, Александр Расторгуев.